# Candy Desk

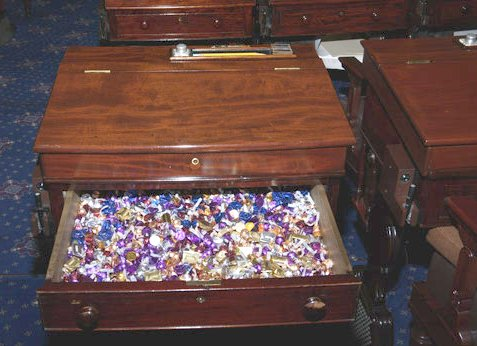
La Candy Desk

La Candy Desk (lett. "scrivania delle caramelle") è una scrivania del Senato degli Stati Uniti riempita di caramelle e situata nell'ultima fila del lato est dell'aula, che è quello occupato dai Repubblicani, vicino alla porta orientale.
L'idea della Candy Desk nacque per caso nel 1965 dal senatore George Murphy, che era solito consumare degli snack durante le sessioni che avvenivano in aula. Dal momento che i dibattiti potevano perdurare a lungo e i senatori volevano concedersi qualcosa di piacevole per riportare il buonumore, si decise di mandare avanti la tradizione di riempire una scrivania di dolcetti. Per tradizione, le caramelle all'interno della Candy Desk devono provenire dallo stesso stato da cui proviene il senatore che la occupa.

## Storia

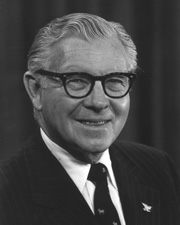
Il senatore della California George Murphy che ha dato il via alla tradizione della Candy Desk

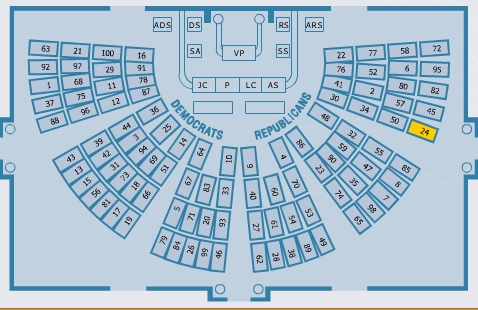
Posizione della scrivania delle caramelle all'interno dell'aula del Senato degli Stati Uniti

Prima di diventare senatore, George Murphy aveva avuto dei trascorsi di ballerino e cantante durante gli anni trenta e quaranta, recitando in musical come Broadway Melody of 1938, Balla con me e For Me and My Gal. Entrato in politica nel 1952, divenne senatore nel 1964, una carica che ricoprirà fino al 1971. Ghiotto di dolci, Murphy conservava delle caramelle nella sua scrivania, sebbene fosse allora proibito portare del cibo in Senato, ed era solito offrirle ai colleghi, che iniziarono a soprannominare la postazione Candy Desk. Quando Murphy abbandonò la carica, altri senatori repubblicani mantennero viva l'usanza. In seguito a una richiesta da parte di Everett Dirksen di poter bere dei bicchieri di latte, fu permesso ai senatori di consumare nell'aula del Senato acqua, caramelle e latte. Nel 1968 la scrivania delle caramelle venne spostata sul lato repubblicano della navata in cui si trova oggi.
I senatori che mandarono avanti l'usanza di riempire la scrivania di dolcetti dopo la dipartita di Murphy, comprendono Paul Fannin, Harrison Schmitt, Roger Jepsen e Steve Symms; ciascuno di essi vi metteva soltanto caramelle dure, con l'eccezione di Symms, che preferiva inserirvi dolcetti provenienti da "associazioni di caramelle e cioccolato". Durante il mandato di questi senatori, la scrivania delle caramelle non si trovava in un punto prestabilito. Stando alle mappe dei posti a sedere del Senato, durante il suo mandato, Schmitt aveva collocato la Candy Desk in un posto alla destra rispetto alla sua postazione attuale nel corso del 95º Congresso degli USA; nel corso del Congresso successivo, l'aveva piazzata dall'altro lato del corridoio rispetto alla sua attuale collocazione.
La scrivania ha mantenuto l'ubicazione attuale almeno a partire dal 97º Congresso (1981-1983).
Si iniziò a parlare pubblicamente della Candy Desk soltanto nel 1985, quando Slade Gorton, senatore dello stato di Washington, pubblicò un comunicato stampa in cui affermava di essere divenuto il nuovo occupante della scrivania. Il medesimo documento riportava i nomi di coloro che avevano tenuto viva l'usanza prima di lui.
Nel 1997, durante un dibattito sul National Defense Authorization Act relativo all'anno fiscale 1998, Kit Bond paragonò le dimensioni dei microchip alle caramelle che aveva preso dalla scrivania.
Rick Santorum occupò la Candy Desk dal 1997 al 2006 e la riempì di dolciumi famosi della Hershey e Just Born (come Mike and Ike e Hot Tamales). Durante questo periodo, la Hershey inviava circa 100 libbre di cioccolato e altri dolciumi quattro volte all'anno, in modo che Santorum potesse riempire la scrivania. Nel 2006, quando Santorum non riuscì a farsi rieleggere, la Hershey smise di fornire dei dolci al Senato. Il portavoce dell'azienda Kirk Saville dichiarò che la stessa era stata «lieta di addolcire un poco i procedimenti del Congresso».
A occupare la Candy Desk dopo Santorum vi fu Craig Thomas. Essendo un rappresentante del Wyoming, stato che non ha membri della National Confectioners Association, Thomas non ebbe modo di riempire in alcun modo la scrivania di snack; nessun produttore di caramelle abbastanza importante era allora disposto a donare centinaia di dollari in caramelle al Senato (le regole del Senato vietano ai membri di «accettare doni del valore di 100 o più dollari all'anno da un'unica fonte»). Nonostante ciò, una clausola permette ai senatori di ricevere dal loro stato di provenienza degli oggetti, a patto che essi non li utilizzino; i politici possono pertanto offrire a coloro che vengono ospitati nel Senato snack fatti in casa, «come il succo d'arancia della Florida o le noccioline della Georgia». Quando venne chiesto a Thomas se fosse colui che gestiva la Candy Desk, Susan Smith, un rappresentante della National Confectioners Association, dichiarò che i membri dell'associazione avevano delle difficoltà a fornire dolciumi in quel preciso momento. Tali problemi vennero risolti chiedendo a numerose piccole aziende dolciarie e cioccolataie del Wyoming di donare ciascuna delle piccole quantità di caramelle al Senato.
Dopo Thomas, che morì nel 2007, la scrivania dei dolci venne curata da diversi senatori, che la occuparono ciascuno per un periodo di tempo relativamente breve, ovvero George Voinovich, Mel Martinez e George LeMieux. A questi seguirono Mark Kirk, che la occupò dal 2011 al 2015, e poi dal 2015 al 2023 il senatore della Pennsylvania Pat Toomey. L'attuale occupante della scrivania è il senatore dell'Oklahoma Markwayne Mullin.

## Scrivania delle caramelle dei Democratici
Anche i Democratici hanno, almeno dal 1985, una più recente e meno nota scrivania delle caramelle, che è gestita dal segretario della Conferenza Democratica del Senato degli Stati Uniti. Durante gli anni ottanta, i dolcetti più comuni che si potevano trovare in questa postazione erano gli Hershey's Kisses. In seguito si iniziarono a preferire delle caramelle di piccole dimensioni. Le caramelle contenute in questa scrivania sono pagate attraverso un "fondo di caramelle" al quale contribuiscono i senatori che vorrebbero consumare i dolci. Fino a quando non abbandonò il Senato nel 2015, Jay Rockefeller si occupò di raccogliere il denaro per finanziare l'acquisto delle caramelle.

## Occupanti
| Periodo                            | Senatore         | Stato         | Marche di caramelle |
| ---------------------------------- | ---------------- | ------------- | --- |
| 1965 – 3 gennaio 1971              | George Murphy    | California    | |
| 21 gennaio 1971 – 3 gennaio 1977   | Paul Fannin      | Arizona       | Caramelle dure |
| 4 gennaio 1977 – 15 gennaio 1979   | Harrison Schmitt | Nuovo Messico | Caramelle dure |
| 5 gennaio 1981 – 3 gennaio 1983    | Roger Jepsen     | Iowa          | Caramelle dure |
| 3 gennaio 1983 – 3 gennaio 1985    | Steve Symms      | Idaho         | "Ottimo assortimento di dolci" da "associazioni di caramelle e cioccolato." |
| 3 gennaio 1985 – 3 gennaio 1987    | Slade Gorton     | Washington    | "Grandi quantità di caramelle del suo stato" |
| 3 gennaio 1987 – 3 gennaio 1989    | John McCain      | Arizona       | – |
| 3 gennaio 1989 – 5 gennaio 1993    | Slade Gorton     | Washington    | – |
| 5 gennaio 1993 – 3 gennaio 1995    | Jim Jeffords     | Vermont       | – |
| 4 gennaio 1995 – 7 gennaio 1997    | Bob Bennett      | Utah          | – |
| 7 gennaio 1997 – 3 gennaio 2007    | Rick Santorum    | Pennsylvania  | Prodotti della Hershey Company e Just Born, cioccolata della Pennsylvania, Hot Tamales e Peeps |
| 3 gennaio 2007 – 4 giugno 2007     | Craig Thomas     | Wyoming       | Piccole attività dolciarie e cioccolatiere locali del Wyoming |
| 25 giugno 2007 – 3 gennaio 2009    | George Voinovich | Ohio          | Prodotti Spangler Dum Dum Pops, Mars, Incorporated, e Harry London |
| 3 gennaio 2009 – 9 settembre 2009  | Mel Martinez     | Florida       | – |
| 10 settembre 2009 – 3 gennaio 2011 | George LeMieux   | Florida       | "Barrette mini Hershey e Werther's Original" |
| 14 febbraio 2011 – 7 gennaio 2015  | Mark Kirk        | Illinois      | Wrigley's Gum, Garrett's Popcorn, Tootsie Rolls e Jelly Belly |
| 7 gennaio 2015 – 3 gennaio 2023    | Pat Toomey       | Pennsylvania  | Just Born Quality Confections, Josh Early Candies, prodotti Mars (3 Musketeers), prodotti Hershey |
| 3 gennaio 2023 – 3 gennaio 2025    | Todd Young       | Indiana       | Caramelle gommose, cioccolato al latte, Red Hots, Toxic Waste (della Candy Dynamics con sede a Indianapolis), Sour Punch Straws (della American Licorice Co. con sede a La Porte), caramelle gommose ricoperte di cioccolato, Buckeyes, mini barrette di cioccolato e bastoncini di zucchero |
| 3 gennaio 2025 –                   | Markwayne Mullin | Oklahoma      | |